# Liste der Baudenkmale in Goslar - An der Gose
In der Liste der Baudenkmale in Goslar - An der Gose sind alle Baudenkmale in der Straße An der Gose der niedersächsischen Gemeinde Goslar aufgelistet. Die Quelle der Baudenkmale ist der Denkmalatlas Niedersachsen. Der Stand der Liste ist der 25. September 2022.

## Allgemein
In den Spalten befinden sich folgende Informationen:
- Lage: die Adresse des Baudenkmales und die geographischen Koordinaten. Kartenansicht, um Koordinaten zu setzen. In der Kartenansicht sind Baudenkmale ohne Koordinaten mit einem roten Marker dargestellt und können in der Karte gesetzt werden. Baudenkmale ohne Bild sind mit einem blauen Marker gekennzeichnet, Baudenkmale mit Bild mit einem grünen Marker.
- Bezeichnung: Bezeichnung des Baudenkmales
- Beschreibung: die Beschreibung des Baudenkmales. Unter § 3 Abs. 2 NDSchG werden Einzeldenkmale und unter § 3 Abs. 3 NDSchG Gruppen baulicher Anlagen und deren Bestandteile ausgewiesen.
- ID: die Objekt-ID des Baudenkmales
- Bild: ein Bild des Baudenkmales, ggf. zusätzlich mit einem Link zu weiteren Fotos des Baudenkmals im Medienarchiv Wikimedia Commons. Wenn man auf das Kamerasymbol klickt, können Fotos zu Baudenkmalen aus dieser Liste hochgeladen werden:

Zurück zur Hauptliste
| Lage                                         | Bezeichnung          | Beschreibung | ID       | Bild |
| -------------------------------------------- | -------------------- | --- | -------- | ---- |
| An der Gose 51° 54′ 10″ N, 10° 25′ 22″ O     | Stadtmauer           | Fragment der historischen Stadtbefestigung (innerer Mauerring) südlich der Bebauung entlang der Straße An der Gose, zwischen der Klauskapelle im Westen und dem Oberen Wasserloch am ehemaligen Schneiderturm im Osten; Bruchsteinmauerwerk. | 41205878 | BW   |
| An der Gose 51° 54′ 11″ N, 10° 25′ 20″ O     | Straßenraum          | | 36593433 |      |
| An der Gose 1 51° 54′ 16″ N, 10° 25′ 35″ O   | Teufelsmühle         | Zweigeschossiger Fachwerkbau mit Satteldach in Ziegeldeckung, giebelständiges Eckgebäude. Fassaden fachwerksichtig, alternierende Geschosshöhen zwischen dem nördlichen und dem südlichen Gebäudeteil; Nordwestgiebel mit Krüppelwalmdach und Zierband an der Giebelschwelle. | 36511292 |      |
| An der Gose 1 51° 54′ 16″ N, 10° 25′ 35″ O   | Lagergebäude         | Eingeschossiger Massivbau mit Satteldach in Ziegeldeckung, traufständig; Fassaden verputzt, asymmetrisch gesetzte Toröffnung mit darüber liegendem Zwerchhaus im Dachbereich. | 36596304 |      |
| An der Gose 3 51° 54′ 15″ N, 10° 25′ 34″ O   | Wohnhaus             | Zweigeschossiger Fachwerkbau mit Satteldach in Ziegeldeckung, traufständig. Fassade fachwerksichtig, mit schmalen Zwischengefachen, Oberstock mit niedriger Geschosshöhe. | 36511320 |      |
| An der Gose 4 51° 54′ 15″ N, 10° 25′ 33″ O   | Wohnhaus             | Zweigeschossiger Fachwerkbau mit Zwischengeschoss im EG, Satteldach in Ziegeldeckung, traufständig. Fassade fachwerksichtig, niederdeutsche Fachwerkbauweise mit breiten Ständern und enger Ständerstellung, Schwelle mit Trapezfries, Oberstock vorkragend, Dachgesims mit Windbrettern zwischen waagerecht profilierten Knaggen; ehemalige Windenluke im 3. Gefach von links nachträglich zugesetzt.                                                                                        | 36511348 |      |
| An der Gose 4 51° 54′ 15″ N, 10° 25′ 34″ O   | Nebengebäude         | Eingeschossiger Fachwerkbau mit Satteldach in Ziegeldeckung, südseitig an den Bachlauf der Abzucht angrenzend. Fassade fachwerksichtig, Sockelbereich mit Natursteinmauerwerk. | 36573484 | BW   |
| An der Gose 5 51° 54′ 15″ N, 10° 25′ 33″ O   | Wohnhaus             | Zweigeschossiger Fachwerkbau mit Satteldach in Schieferdeckung, traufständig (Nachbargrundstück unbebaut), rückwärtiger Gebäudeflügel mit Mansarddach. Fassade straßenseitig mit Bleischindeln verkleidet, giebelseitig mit Schiefer verkleidet, hofseitig fachwerksichtig. | 36511379 |      |
| An der Gose 7 51° 54′ 14″ N, 10° 25′ 32″ O   | Wohnhaus             | Zweigeschossiger Fachwerkbau mit Satteldach in Schieferdeckung, traufständig. Fassade fachwerksichtig, im Oberstock regelmäßige Fußstreben, Windehäuschen in der Dachfläche über dem zweiten Gefach von links; Giebelseite mit Schiefer verkleidet. | 36511407 |      |
| An der Gose 8 51° 54′ 14″ N, 10° 25′ 32″ O   | Wohnhaus             | Zweigeschossiger Fachwerkbau mit Satteldach in Schieferdeckung, traufständiges Eckhaus. Fassade fachwerksichtig, Stockwerksschwelle mit Spruchband, darüber Brüstungsbohlen mit Sonnenrosenornamenten und Ständerfüße mit Rechteckdekor; Gebäudeecke abgeschrägt, unter der Traufe lange Knaggen zur Abstützung des Dachüberstands. | 36511436 |      |
| An der Gose 9 51° 54′ 14″ N, 10° 25′ 30″ O   | Wohnhaus             | Zweigeschossiger Fachwerkbau mit Krüppelwalmdach in Ziegeldeckung, giebelständig. Fachwerksichtige Fassade, an den Giebelseiten ist das Dach eingeschossig abgewalmt. | 36511466 | BW   |
| An der Gose 10 51° 54′ 15″ N, 10° 25′ 29″ O  | Werkstatt            | Zweigeschossiges Gebäude mit Krüppelwalmdach in Ziegeldeckung, giebelständig. EG und Giebelwände in Massivbauweise, Fassade in geschlemmtem Mauerwerk; OG in Fachwerkbauweise, fachwerksichtig. Giebelflächen mit Schiefer verkleidet. | 36559709 | BW   |
| An der Gose 11 51° 54′ 14″ N, 10° 25′ 29″ O  | Wohnhaus             | Zweigeschossiger Fachwerkbau mit Satteldach in Schieferdeckung, traufständig. 1657 errichtet in Ständerbauweise, fachwerksichtige Fassade. | 36511523 | BW   |
| An der Gose 12 51° 54′ 14″ N, 10° 25′ 29″ O  | Wohnhaus             | Zweigeschossiger Fachwerkbau mit Satteldach in Schieferdeckung, traufständig. Fachwerksichtige Fassade, Oberstock vorkragend, Brüstungsgefache mit regelmäßigen Fußstreben. Stockwerksschwelle mit Schiffskehlen an der Unterseite zwischen den Balkenköpfen, im Türsturz über dem Hauseingang Inschrift „HP . HB . Ao 1687“. | 36511554 | BW   |
| An der Gose 13 51° 54′ 14″ N, 10° 25′ 28″ O  | Wohnhaus             | Zweigeschossiger Fachwerkbau mit Satteldach in Ziegeldeckung, traufständig. Fachwerksichtige Fassade, Oberstock auskragend, mit gebuckelten Fußstreben in den Brüstungsgefachen. Stockwerksschwelle mit Schiffskehlen an der Schwellenunterkante sowie Taumustern. | 36511585 | BW   |
| An der Gose 14 51° 54′ 14″ N, 10° 25′ 28″ O  | Wohnhaus             | Zweigeschossiger Fachwerkbau mit Satteldach in Ziegeldeckung, traufständig. Fachwerksichtige Fassade mit unregelmäßiger Gefacheinteilung. | 36511616 | BW   |
| An der Gose 15 51° 54′ 14″ N, 10° 25′ 28″ O  | Wohnhaus             | Zweigeschossiger Fachwerkbau mit Satteldach in Ziegeldeckung, traufständig. Errichtet in Stockwerkbauweise, fachwerksichtige Fassade, OG vorkragend, Unterseite der Stockwerksschwelle verschalt und mit Rankendekor ornamentiert. Unter der Traufkante kragen waagerecht profilierte Knaggen hervor. | 36511651 | BW   |
| An der Gose 16 51° 54′ 14″ N, 10° 25′ 27″ O  | Wohnhaus             | Zweigeschossiger Fachwerkbau mit Krüppelwalmdach in Schieferdeckung, traufständiges Eckhaus. Fassade mit Schiefer verkleidet, EG mit Ladeneinbau aus dem späten 20. Jh.; Oberstock beidseitig vorkragend, Stockwerksschwelle mit gefaster Unterkante, auf horizontal profilierten Balkenköpfen. | 36511681 |      |
| An der Gose 17 51° 54′ 14″ N, 10° 25′ 26″ O  | Wohnhaus             | | 36511710 |      |
| An der Gose 17 51° 54′ 14″ N, 10° 25′ 27″ O  | Nebengebäude         | Zweigeschossiger Fachwerkbau mit Satteldach in Ziegeldeckung, traufständig mit seitlichen Bauwichen. Fachwerksichtige Fassade mit regelmäßiger Gefacheinteilung, im EG an der linken Fassadenseite eine Toröffnung. | 36590173 |      |
| An der Gose 17a 51° 54′ 13″ N, 10° 25′ 26″ O | Wohnhaus             | Zweigeschossiger Fachwerkbau mit Satteldach in Ziegeldeckung und mittigem Zwerchhaus, traufständig. Fassade fachwerksichtig, mit schmalen Zwischengefachen; Zwerchhaus mit Schiefer verkleidet. | 36511740 | BW   |
| An der Gose 18 51° 54′ 13″ N, 10° 25′ 26″ O  | Wohnhaus             | Zweigeschossiger Fachwerkbau mit Satteldach in Ziegeldeckung, traufständig. Fassade mit Schiefer verkleidet. | 36511767 | BW   |
| An der Gose 18 51° 54′ 13″ N, 10° 25′ 26″ O  | Hinterhaus           | Zweigeschossiger Fachwerkbau mit Satteldach, in Hoflage angebaut. Fassade im EG verputzt, im OG fachwerksichtig. | 39312458 | BW   |
| An der Gose 18a 51° 54′ 14″ N, 10° 25′ 25″ O | Wohnhaus             | Zweigeschossiger Fachwerkbau mit Krüppelwalmdach in Ziegeldeckung, giebelständig. Fassade an der Westseite mit Schiefer verkleidet, Toreinfahrt an der Nordseite, vor dem Nordgiebel ein eingeschossiger Anbau mit Pultdach. | 36536985 |      |
| An der Gose 18a 51° 54′ 14″ N, 10° 25′ 25″ O | Nebengebäude         | Eingeschossiger Fachwerkbau mit Mansarddach in Ziegeldeckung, frei stehend. Giebelseite fachwerksichtig, Giebelfläche mit Ziegeln verkleidet. | 36575100 |      |
| An der Gose 19 51° 54′ 13″ N, 10° 25′ 25″ O  | Mehrfamilienhaus     | Wohnhaus, erbaut 1910–11 nach einem Entwurf des Maurermeisters August Wehmeyer auf eigene Rechnung. Zweigeschossiger Fachwerkbau mit Satteldach in Ziegeldeckung, mittiger Zwerchhaus mit Schweifgiebel; traufständig mit seitlichem Bauwich. Hofseitig an den Außenkanten der Hoffassade zwei Seitenflügeln mit Kammern sowie einem mittigen Vorbau mit Zwischenpodesten des Treppenhauses sowie angefügten Aborten. Fassade fachwerksichtig, Zwerchhaus mit Schiefer verkleidet.            | 36511794 |      |
| An der Gose 20 51° 54′ 12″ N, 10° 25′ 25″ O  | Wohnhaus             | Zweigeschossiger Fachwerkbau mit Satteldach in Ziegeldeckung, traufständig. Fassade fachwerksichtig, Brüstungsgefache im Oberstock mit gebuckelten Fußstreben, Schwellholz an der Unterkante profiliert. | 36511822 |      |
| An der Gose 21 51° 54′ 12″ N, 10° 25′ 24″ O  | Wohnhaus             | Zweigeschossiger Fachwerkbau mit Satteldach in Schieferdeckung, traufständig. Fassade fachwerksichtig, Brüstungsgefache im Oberstock mit gebuckelten Fußstreben, Stockwerkschwelle an der Unterkante profiliert. | 36511849 |      |
| An der Gose 21 51° 54′ 12″ N, 10° 25′ 25″ O  | Nebengebäude         | Zweigeschossiges Gebäude mit flach geneigtem Pultdach. Fassade im EG verputzt, im OG mit Eternitplatten verkleidet. | 36573854 | BW   |
| An der Gose 22 51° 54′ 12″ N, 10° 25′ 24″ O  | Wohn-/ Geschäftshaus | Zweigeschossiger Fachwerkbau mit Krüppelwalmdach in Schieferdeckung, traufständiges Eckhaus. Fassade fachwerksichtig, EG mit Ladeneinbau von 1883, Brüstungsgefache im Oberstock mit geschweiften Fußstreben; Giebelseite im Obergeschoss mit Blechplatten verkleidet. | 36600166 |      |
| An der Gose 22 51° 54′ 12″ N, 10° 25′ 24″ O  | Nebengebäude         | Zweigeschossiges Nebengebäude mit Pultdach. | 36573806 | BW   |
| An der Gose 23 51° 54′ 12″ N, 10° 25′ 23″ O  | Wohnhaus             | Zweigeschossiger Fachwerkbau mit Krüppelwalmdach in Ziegeldeckung, traufständiges Eckhaus. Fachwerksichtige Fassade mit schmalen Zwischengefachen. | 36511877 |      |
| An der Gose 23 51° 54′ 11″ N, 10° 25′ 23″ O  | Hinterhaus           | Zweigeschossiger Fachwerkbau mit Satteldach in Ziegeldeckung, traufständig mit seitlichem Bauwich. An der Südwestecke ein eingeschossiger Anbau. Fachwerksichtige Fassaden, straßenseitig mit schmalen Zwischengefachen. | 36565195 |      |
| An der Gose 24 51° 54′ 12″ N, 10° 25′ 23″ O  | Wohnhaus             | Zweigeschossiger Fachwerkbau mit Satteldach in Ziegeldeckung, traufständig. Fachwerksichtige Fassade mit schmalen Zwischengefachen. | 36511905 |      |
| An der Gose 25 51° 54′ 11″ N, 10° 25′ 22″ O  | Wohnhaus             | Zweigeschossiger Fachwerkbau mit Satteldach in Ziegeldeckung, traufständig. Fachwerksichtige Fassade mit schmalen Zwischengefachen. | 36511932 |      |
| An der Gose 26 51° 54′ 11″ N, 10° 25′ 22″ O  | Wohnhaus             | Zweigeschossiger Fachwerkbau mit Satteldach in Ziegeldeckung, traufständig. Fachwerksichtige Fassade mit schmalen Zwischengefachen, Brandmauer in Backsteinbauweise zum östlich angrenzenden Nachbarhaus. | 36511960 |      |
| An der Gose 27 51° 54′ 11″ N, 10° 25′ 22″ O  | Wohnhaus             | Zweigeschossiger Fachwerkbau mit Satteldach in Ziegeldeckung, traufständig. Fachwerksichtige Fassade mit schmalen Zwischengefachen, Brandmauer in Backsteinbauweise zum westlich angrenzenden Nachbarhaus. | 36511988 |      |
| An der Gose 27 51° 54′ 11″ N, 10° 25′ 22″ O  | Nebengebäude         | Ein- und zweigeschossiges Hinterhaus mit Pultdach, auf L-förmigem Grundriss, in rückwärtiger Hofbebauung angebaut an das straßenseitige Wohnhaus. EG mit Putzfassade, gartenseitiges OG mit Holz verschalt. | 36565070 | BW   |
| An der Gose 28 51° 54′ 11″ N, 10° 25′ 21″ O  | Wohnhaus             | Zweigeschossiger Fachwerkbau mit Satteldach in Ziegeldeckung, traufständig. Fachwerksichtige Fassade mit schmalen Zwischengefachen, unregelmäßige Gefacheinteilung. | 36512016 |      |
| An der Gose 28 51° 54′ 11″ N, 10° 25′ 21″ O  | Nebengebäude         | Zweigeschossiger Fachwerkbau mit Satteldach in Ziegeldeckung, frei stehend in rückwärtiger Hofbebauung parallel zum straßenseitigen Wohnhaus. Fachwerksichtige Fassade, im Erdgeschoss mit Backsteinmauerwerk, Giebelseite mit Holzverschalung. | 36577264 | BW   |
| An der Gose 29 51° 54′ 11″ N, 10° 25′ 21″ O  | Wohnhaus             | Zweigeschossiger Fachwerkbau mit Satteldach in Schieferdeckung, traufständig. Fachwerksichtige Fassade, Oberstock leicht vorkragend auf horizontal profilierten Balkenköpfen, dazwischen Füllhölzer mit Taustäben und Rankenwerk, ebenso zwischen den Knaggen unter der Traufkante. | 36512045 |      |
| An der Gose 29 51° 54′ 11″ N, 10° 25′ 21″ O  | Nebengebäude         | Zweigeschossiger Fachwerkbau mit Pultdach. Fassade mit Holz verschalt, Südgiebel mit Eternitplatten verkleidet. | 36577406 | BW   |
| An der Gose 30 51° 54′ 11″ N, 10° 25′ 20″ O  | Wohnhaus             | Zweigeschossiger Fachwerkbau mit Satteldach in Schieferdeckung sowie mittigem Zwerchhaus mit Walmdach, traufständig. Fachwerksichtige Fassade, Oberstock leicht vorkragend auf horizontal profilierten Balkenköpfen, Stockwerkschwelle an der Unterseite abgefast; Brüstungsgefache mit gebuckelten Fußstreben, Außengefache im EG und im Oberstock mit K-Streben ausgesteift. | 36512084 |      |
| An der Gose 31 51° 54′ 11″ N, 10° 25′ 20″ O  | Wohnhaus             | Dreigeschossiger Fachwerkbau mit Satteldach in Schieferdeckung, traufständig. Fachwerksichtige Fassade, untere Geschosse in Ständerbauweise mit Zwischengeschoss errichtet, wohl im späten 17. Jh. umgebaut, Brüstungsgefache im 1. OG mit gebuckelten Fußstreben. Oberstock in Stockwerkbauweise, auskragend auf horizontal profilierten Knaggen, Stockwerkschwelle mit Treppenfriesen dekoriert, an der Dachtraufe ebenfalls Knaggen mit horizontaler Profilierung, dazwischen Windbretter. | 36512122 |      |
| An der Gose 31 51° 54′ 10″ N, 10° 25′ 20″ O  | Nebengebäude         | | 36581872 | BW   |
| An der Gose 32 51° 54′ 11″ N, 10° 25′ 20″ O  | Wohn-/ Geschäftshaus | Dreigeschossiger Fachwerkbau mit Satteldach in Schieferdeckung, traufständig. Fachwerksichtige Fassade, EG 1899 mit Ladenfläche ausgebaut, im 1. OG Brüstungsfelder mit rautenförmigen Streben, im 2. OG Brüstungsfelder mit gebuckelten Fußstreben. | 36600194 |      |
| An der Gose 32 51° 54′ 10″ N, 10° 25′ 20″ O  | Nebengebäude         | | 36577457 | BW   |
| An der Gose 33 51° 54′ 11″ N, 10° 25′ 19″ O  | Wohn-/ Geschäftshaus | Zweigeschossiger Fachwerkbau mit Satteldach in Schieferdeckung, traufständig; gemeinsam mit dem Nachbarhaus Bergstraße 42 errichtet. Fachwerksichtige Fassade, Erdgeschoss ehemals mit Zwischengeschoss (vermutlich im 19. Jh. eingeschossig ausgebaut, Fassade verändert); Oberstock auskragend, Brüstungsgefache mit regelmäßigen Fußstreben, Dachtraufe auf Knaggen mit horizontaler Profilierung, dazwischen Windbretter.                                                                 | 36600223 |      |
| An der Gose 34 51° 54′ 12″ N, 10° 25′ 22″ O  | Wohn-/ Geschäftshaus | Zweigeschossiger Fachwerkbau mit Satteldach in Ziegeldeckung, traufständig. Fachwerksichtige Fassade mit unregelmäßiger Gefacheinteilung, rückseitig zur Bergstraße 43a 1897 Einbau einer Ladenfläche mit Schaufensterverglasung. | 36601089 |      |
| An der Gose 35 51° 54′ 16″ N, 10° 25′ 33″ O  | Wohnhaus             | Zweigeschossiger Fachwerkbau in Stockwerksbauweise mit Krüppelwalmdach und Zwerchhaus, traufständig mit seitlichem Bauwich; östlicher Teil eines Doppelhauses. Fassade fachwerksichtig, Oberstock und Kniestock leicht vorkragend. Schmaler, kurzer rückwärtiger Gebäudeflügel an der Nordostecke. | 36512161 |      |
| An der Gose 36 51° 54′ 16″ N, 10° 25′ 33″ O  | Wohnhaus             | Zweigeschossiger Fachwerkbau in Stockwerksbauweise mit Krüppelwalmdach und Zwerchhaus, traufständig mit seitlichem Bauwich; westlicher Teil eines Doppelhauses. Fassade fachwerksichtig, Oberstock und Kniestock leicht vorkragend; schmaler, kurzer rückwärtiger Gebäudeflügel an der Nordwestecke. | 36512190 | BW   |
| An der Gose 36 51° 54′ 16″ N, 10° 25′ 33″ O  | Schuppen             | Eingeschossiger Fachwerkbau mit Pultdach, frei stehend, rückseitig angebaut; Fassade fachwerksichtig, Sockel massiv. | 36577506 | BW   |
| An der Gose 37 51° 54′ 15″ N, 10° 25′ 32″ O  | Wohnhaus             | Erbaut 1907 nach Entwürfen des Goslarer Zimmermeisters Wilhelm Bothe. Zweigeschossiger Fachwerkbau mit Satteldach und Zwerchhaus, traufständig mit seitlichen Bauwichn. Fassaden mit Schiefer verkleidet, Oberstock und Kniestock leicht vorkragend. | 36512219 | BW   |